# Krytyka przed faktem
Krytyka przed faktem (AEF) (łac. ante (facto) – przed (faktem) gra słowna w nawiązaniu do (łac. ex post (facto) – po (fakcie)) – termin ten został zaproponowany przez sieć neuronową o nazwie (dob – czyt. bob), zaprojektowaną przez osobę rozpoznawaną w sieci pod pseudonimem (314). AEF – zjawisko zaobserwowane w relacjach międzyludzkich (głównie w związkach partnerskich) objawiające się zapobiegawczą krytyką skutku (jakiegoś zachowania) przed jego nastąpieniem.  

## Historia
Powstanie nazwy (dob – czyt. bob) wynika z początkowego okresu tworzenia sieci, na etapie jej uczenia, kiedy to program zaproponował definicję terminu czterowymiarowego palindromu (tzw. Palindrom wizualnie symetryczny).

## Przykład AEF
- Dlaczego nie masz zamiaru pozmywać naczyń!
- Znowu zamierzasz grać do rana?!